# Rezipient (Vakuumtechnik)

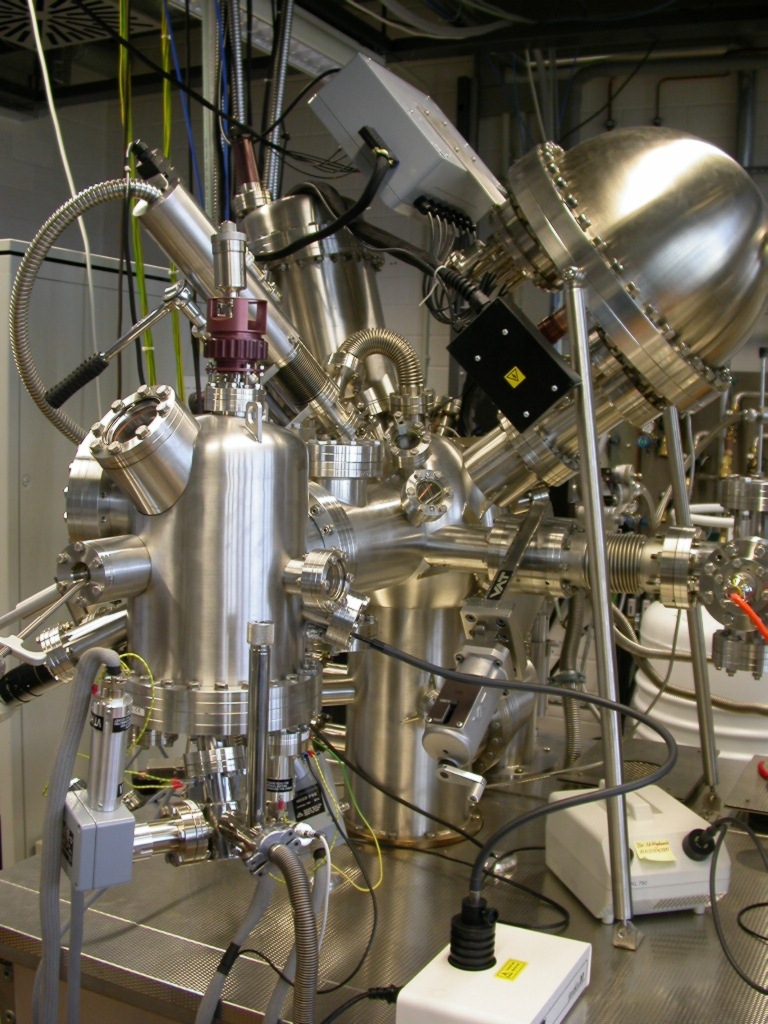
Beispiel für Rezipient: Eine Ultrahochvakuumkammer (Druck < 0,5 · 10^{−10} hPa) für Photoelektronenspektroskopie mit Halbkugelanalysator, Röntgenröhren und diversen Präparationsmethoden von Omicron

In der Vakuumtechnik wird als Rezipient ein Gefäß bezeichnet: In ihm entsteht durch Absaugen der enthaltenen Gase mit Hilfe geeigneter Vakuumpumpen das Vakuum. Der Rezipient besteht meist aus Edelstahl, früher war auch Glas üblich.
Damit das Vakuum stabil bleibt, wird ein Rezipient so abgedichtet, dass kein Flüssigkeits- oder Gasaustausch mit der Umgebung stattfinden kann.
Lösbare Verbindungen am Rezipienten (Flansche) werden mit Elastomer- oder Metalldichtungen abgedichtet. Ein oft eingesetztes Dichtmaterial ist Viton, bei Anlagen für Ultrahochvakuum werden auch Kupferdichtungen eingesetzt, früher auch Dichtungen aus Golddraht. Besonders für mechanische Durchführungen und Ventile wird Teflon als Dichtmaterial verwendet. In der Tieftemperaturphysik kommen Indiumdichtungen zum Einsatz.
Zum schnellen Erreichen des Ultrahochvakuums muss der Rezipient bis zu 200 °C, bei hohen Anforderungen an das Vakuum sogar bis zu 400 °C ausgeheizt werden. Dazu werden im Rezipienten eingebaute Heizleiter verwendet, wo dies nicht möglich ist, kann mittels um die Anlage gewickelter elektrisch beheizter Heizmanschetten ausgeheizt werden. Manche UHV-Anlagen werden bei tieferen Temperaturen (z. B. 0 °C) betrieben (Vorteile: niedrigere Dampfdrücke, gerade keine Vereisung, effektives Pumpen, geringe Diffusion). Dazu muss der Rezipient von der Umgebung thermisch isoliert werden, z. B. durch ein Vorvakuum, was auch die Leckraten reduziert und gezieltere Lecksuche mittels Helium ermöglicht. Das Ausheizen kann durch Glimmentladung oder UV-Beleuchtung unterstützt werden.